# Stauwasser

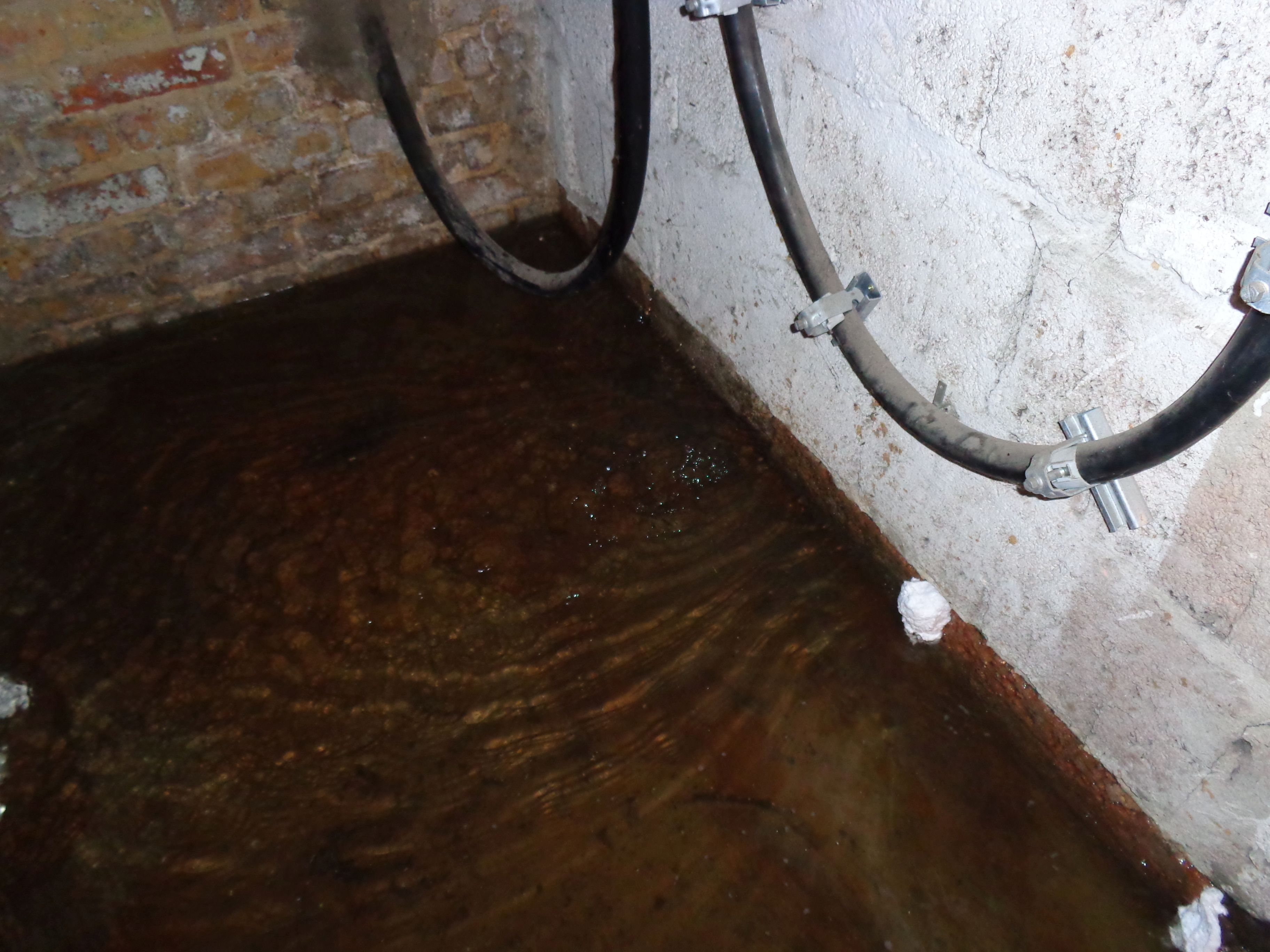
Stauwasser im Keller eines Gebäudes

Stauwasser tritt auf, wenn ein schwer wasserdurchlässiger Staukörper aus Schluff oder Ton die Abwärtsbewegung des Sickerwassers im Boden behindert. Stauwasser bildet sich insbesondere nach ausgiebigen Niederschlägen oder nach der Schneeschmelze. Bei längerer Trockenheit und durch den Wasserverbrauch der Vegetation (Evapotranspiration) verschwindet es normalerweise im Laufe der Vegetationsperiode. Der Staukörper erhält die Horizontbezeichnung Sd, die Stauzone die Horizontbezeichnung Sw.
Das Stauwasser kann als Sonderform des Grundwassers aufgefasst werden. Im Unterschied zum Grundwasser, das in der Regel dauernd und auch in tieferen Schichten vorhanden ist, tritt Stauwasser nur zeitweilig und nur oberflächennah auf (Stausohle < 130 cm unter Geländeoberkante); bei tieferliegender Stausohle wird das Wasser meist nicht mehr komplett von der Vegetation verbraucht, so dass es als (ständig vorhandenes) Grundwasser angesehen werden kann. Der Begriff Stauwasser wird nur in der Bodenkunde verwendet. In der Geologie wird sämtliches Wasser im Boden als Grundwasser aufgefasst. In der Geotechnik wird eher der Begriff Schichtenwasser verwendet.
Folgende Bodentypen weisen einen Stauwassereinfluss auf: Pseudogley, Haftpseudogley, Stagnogley. Die Vernässung kann dabei jeweils stark differieren.